# Eleccions legislatives estonianes de 1920
Les eleccions legislatives estonianes de 1920 se celebraren el 27 i el 29 de novembre de 1920 per a escollir els 100 membres del Riigikogu. Foren les primeres eleccions després de ser aprovada la Constitució estoniana de 1920. Els més votats foren el Partit Laborista i altres grups agraris i Konstantin Päts fou nomenat primer ministre d'Estònia en un govern de coalició.

## Resultats
| Partit                          | Partit                                             | Vots    | %      | Escons   | +/– |
| ------------------------------- | -------------------------------------------------- | ------- | ------ | -------- | --- |
|                                 | Partit Laborista Estonià                           | 99.030  | 21,02  | 22 / 100 | 8   |
|                                 | Assemblees de Pagesos                              | 97.825  | 20,76  | 21 / 100 | 13  |
|                                 | Partit Socialdemòcrata Estonià dels Treballadors   | 80.211  | 17,02  | 18 / 100 | 23  |
|                                 | Partit Socialista Independent dels Treballadors    | 50.119  | 10,64  | 11 / 100 | 4   |
|                                 | Partit Popular Estonià                             | 48.972  | 10,39  | 10 / 100 | 15  |
|                                 | Partit Popular Cristià                             | 35.420  | 7,52   | 7 / 100  | 2   |
|                                 | Front Únic de Treballadors                         | 24.849  | 5,27   | 5 / 100  | Nou |
|                                 | Partit Germano-Bàltic                              | 18.444  | 3,91   | 4 / 100  | 1   |
|                                 | Unió Nacional Russa a Estònia                      | 4.744   | 1,01   | 1 / 100  | =   |
|                                 | Grup Econòmic                                      | 4.948   | 1,05   | 1 / 100  | Nou |
|                                 | Unió Popular Russa                                 | 3.876   | 0,82   | 0 / 100  | Nou |
|                                 | Ciutadans de la República d'Estònia al llac Peipus | 1.344   | 0,29   | 0 / 100  | Nou |
|                                 | Homes de les nostres estores                       | 614     | 0,13   | 0 / 100  | Nou |
|                                 | Exèrcit de Combat de la República d'Estònia        | 221     | 0,05   | 0 / 100  | Nou |
|                                 | Minoria jueva                                      | 211     | 0,04   | 0 / 100  | Nou |
|                                 | Minoria Nacional Jueva                             | 184     | 0,04   | 0 / 100  | Nou |
|                                 | Grup Cristià                                       | 168     | 0,04   | 0 / 100  | Nou |
|                                 | Electors elegibles de la parròquia de Kuigatsi     | 48      | 0,01   | 0 / 100  | Nou |
| Total                           | Total                                              | 471.228 | 100.00 | 100      | 20  |
|                                 |                                                    |         |        |          |     |
| Votants registrats/participació | Votants registrats/participació                    | 653.000 | 72,16  |          |     |
| Font: Nohlen & Stöver           |                                                    |         |        |          |     |